# Bih (Nkambé)
Pour les articles homonymes, voir Bih.
Bih (ou Bi) est une localité du Cameroun située dans le département du Donga-Mantung et la Région du Nord-Ouest, à proximité de la frontière avec le Nigeria. Elle fait partie de la commune de Nkambé.

## Population
En 1970, la localité comptait 738 habitants, dont la plupart appartenaient au clan Tang. 
Lors du recensement national (3e RGPH) de 2005, la population s'élevait à 2 180 personnes.

## Galerie

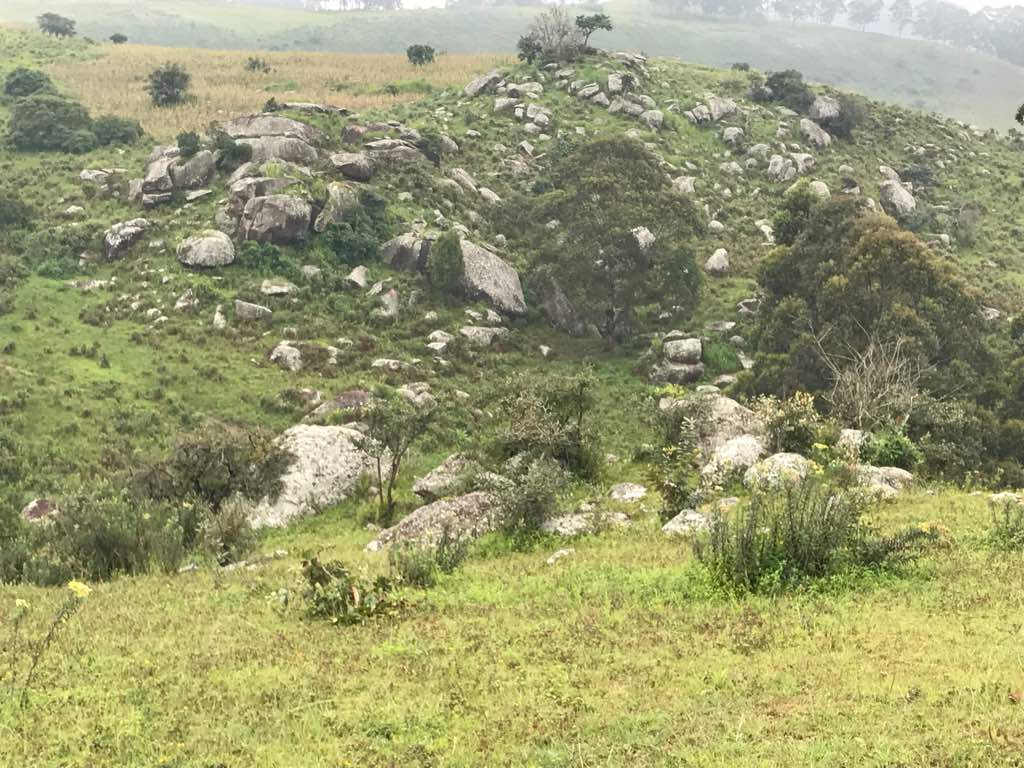
Rochers au village Bih
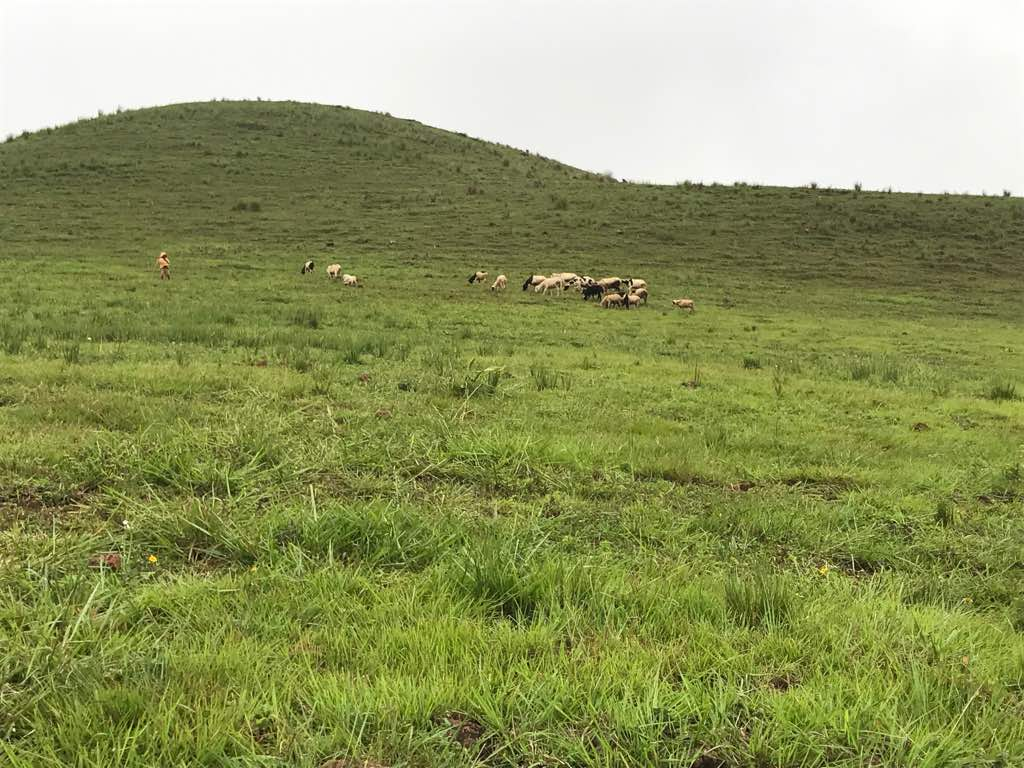
Pâturage du bétail, Bih